# 152-mm-Kanonenhaubitze M1955 (D-20)
Die 152-mm-Kanonenhaubitze D-20 (russisch 152-мм пушка-гаубица Д-20) ist eine 152,4-mm-Kanonenhaubitze, die ab 1953 in der Sowjetunion in Dienst gestellt wurde. GAU-Index der Waffe ist 52-P-546 (52-П-546) bzw. 52-P-546M (52-П-546М).
Im Westen wurde sie unter dem Namen M1955 bekannt, da sie erstmals 1955 beobachtet wurde.

## Entwicklung
Die Entwicklung des Geschützes begann bereits kurz nach dem Ende des Zweiten Weltkriegs im Büro des Fjodor Fjodorowitsch Petrow. Die Waffe sollte die älteren D-1 und ML-20 ersetzen. Die D-20 wurde zusammen mit der 122-mm-Kanone D-74 entwickelt und verwendet dieselbe Lafette wie diese. Weil das Geschütz die Eigenschaften sowohl einer Haubitze (großer Höhenrichtwinkel) als auch einer Kanone (große Mündungsgeschwindigkeit und Rohrlänge in Kalibern) vereinte, wurde es als Kanonenhaubitze klassifiziert. Sie war das erste 152-mm-Geschütz der Sowjetarmee, welches in der Lage war, Geschosse mit Nukleargefechtskopf zu verschießen. Das Geschütz wurde erstmals 1955 auf der Maiparade in Moskau der Öffentlichkeit präsentiert. Später wurde die D-20 auch in der Panzerhaubitze 2S3 verbaut.

## Varianten
- D-20: Serienversion aus dem Jahr 1955
- D-20M Chitin: Version aus den 1990er-Jahren, die mit einer halbautomatischen Ladehilfe nachgerüstet wurde.[4]
- Type 66: Lizenzbau aus der Volksrepublik China.[5]
- A411: Lizenzbau aus Rumänien.[4]
- M84 Nora-A: Lizenzbau aus Jugoslawien.

## Technik
Die D-20 ist eine Kanonenhaubitze mit Kraftzugsystem und ist eine robuste wie auch schwere Waffe. Sie zeigt das übliche Muster einer zweirädrigen Spreizlafette aus der Anfangszeit des Kalten Krieges. Das Geschütz wiegt in schussbereiter Stellung 5.650 kg und die Länge beträgt fahrbereit 8,69 m. Die Höhe variiert zwischen 1,93 m in gezogener und 1,22 m in feuerbereiter Stellung. Die Bodenfreiheit misst 380 mm und die Breite auf der Fahrbahn beträgt 2,4 m. Zum Straßentransport können Lastkraftwagen Ural-375 oder Kettenfahrzeuge AT-S und AT-L verwendet werden. Die maximal zulässige Zuggeschwindigkeit beträgt 60 km/h auf der Straße und 15 km/h im Gelände.
Das Geschützrohr besteht aus hochfestem Stahl. Bei der Rohrwiege sind am Geschützrohr zwei hydropneumatische Rohrbremsen und Rohrvorholer montiert. Daneben befindet sich die Visiereinrichtung. Für indirektes Feuer wird die PG-1M-Visieranlage verwendet und mit dem OP-4M-Zielfernrohr können Ziele im Direktschuss bekämpft werden. Am Rohrende sind der halbautomatische, vertikale Keilverschluss sowie die Ladungskammer angebracht. Die D-20 verwendet ein Geschützrohr mit 34 Kaliberlängen (L/34) mit Zügen und am Geschütz ist ein Schussschild montiert.
Um das Geschütz feuer- oder fahrbereit zu machen, benötigt die 10-köpfige Bedienmannschaft rund 3 Minuten. Um das Geschütz in der Stellung auszurichten, sind an den beiden Holmen zwei Hilfsräder montiert. Diese werden, nachdem das Geschütz in der richtigen Position ist, hochgeklappt. Beim Schießen sind die Haupträder angehoben und die D-20 stützt sich vorn auf eine von der Unterlafette abgesenkte Schießplattform. Am Ende der Holme sind zwei Erdsporne angebracht, die die Rückstoßkraft in das Erdreich ableiten. Zusätzlich wird der Rückstoß durch eine Zweikammer-Mündungsbremse gemindert.
Das Geschütz wird von den Kanonieren manuell geladen. Kurzzeitig ist eine Schussfolge von 6 Schuss pro Minute möglich. Danach muss die Schussfolge, infolge der thermischen Beanspruchung des Geschützrohres, auf zwei bis vier Schuss pro Minute reduziert werden. Mit der D-20 können innerhalb einer Stunde 65 Schuss abgefeuert werden.

## Munition
Die D-20 verwendet halbgetrennte Munition mit Kartuschen aus Messing. Die Kartuschen werden vor dem Ladevorgang mit bis zu sechs Treibladungsbeuteln (Zonenladungen) bestückt. Vor dem Ladevorgang wird die beladene Kartusche auf das Geschoss aufgesteckt. Der beim Abschuss maximal zulässige Gasdruck beträgt 2.350 bar. Nach der Schussabgabe wird die leere Kartusche ausgeworfen und kann neu beladen werden. Mit der D-20 wird folgende Munition verwendet:
| Name             | Geschosstyp                          | Gewicht | Füllung                            | {\displaystyle v_{0}} | Schussdistanz |
| ---------------- | ------------------------------------ | ------- | ---------------------------------- | --------------------- | ------------- |
| OF-540           | Sprenggranate                        | 43,5 kg | 6,3 kg TNT                         | 655 m/s               | 17,4 km       |
| 3OF25            | Sprenggranate                        | 43,6 kg | 6,8 kg A-IX-2                      | 655 m/s               | 17,4 km       |
| 3WOF27           | Sprenggranate mit Raketenantrieb     | 43,3 kg | 4,9 kg TNT                         | unbekannt             | 20,5 km       |
| 3WO13            | Cargogeschoss                        | 41,4 kg | 8 O-13 oder O-16-Splitter-Bomblets | 648 m/s               | 14,5 km       |
| 3WSh2            | Schrapnellgranate                    | 43,6 kg | 8.500 Flechettes                   | unbekannt             | unbekannt     |
| 3RB30            | EloKa-Geschoss                       | 43,6 kg | 3,8 kg Störsender                  | unbekannt             | 16,9 km       |
| 3OF38 Centimeter | Präzisionsgelenkte Artilleriegranate | 49,5 kg | 8,5 kg TNT                         | unbekannt             | 18 km         |
| 3OF39 Krasnopol  | Präzisionsgelenkte Artilleriegranate | 50,8 kg | 6,4 kg Composition B               | unbekannt             | 20 km         |

Neben den oben genannten Geschossen kann die D-20 auch die ältere Munition der Vorgängermodelle D-1 und ML-20 sowie des Nachfolgemodells 2A65 verschießen. Während des Kalten Kriegs standen für die D-20 auch Geschosse vom Typ 3X3 mit den Chemischen Kampfstoffen Sarin und Soman bereit. Ebenso stand für die D-20 auch das Geschoss RD4-01 mit Nukleargefechtskopf mit einer Sprengkraft von 2,5 kT zur Verfügung. Daneben kann die D-20 die Beton-Penetrations Granate G-530 sowie die Panzerbrechende Munition BR-540 (AP-T) verschießen. Des Weiteren werden für die D-20 Rauch/-Brandgranaten, Leuchtgranaten, Agitationsgeschosse mit Flugblättern sowie Exerzier- und Übungsgeschosse produziert.

## Gefechtsgliederung
In der Sowjetarmee war jeder mot. Schützendivision ein Artillerieregiment, bestehend aus drei Batterien mit je sechs D-20, zugeteilt. Daneben wurde die D-20 auch in der Divisionsartillerie bzw. in der Divisionsartilleriegruppe dieser Truppen eingesetzt.

## Kampfeinsätze
Das Geschütz wird im Russisch-Ukrainischen Krieg von beiden Seiten eingesetzt. Laut dem Oryx-Blog gingen mit Stand Dezember 2024 mindestens 13 Geschütze der Ukraine und mindestens 44 Geschütze Russlands verloren.

## Nutzerstaaten

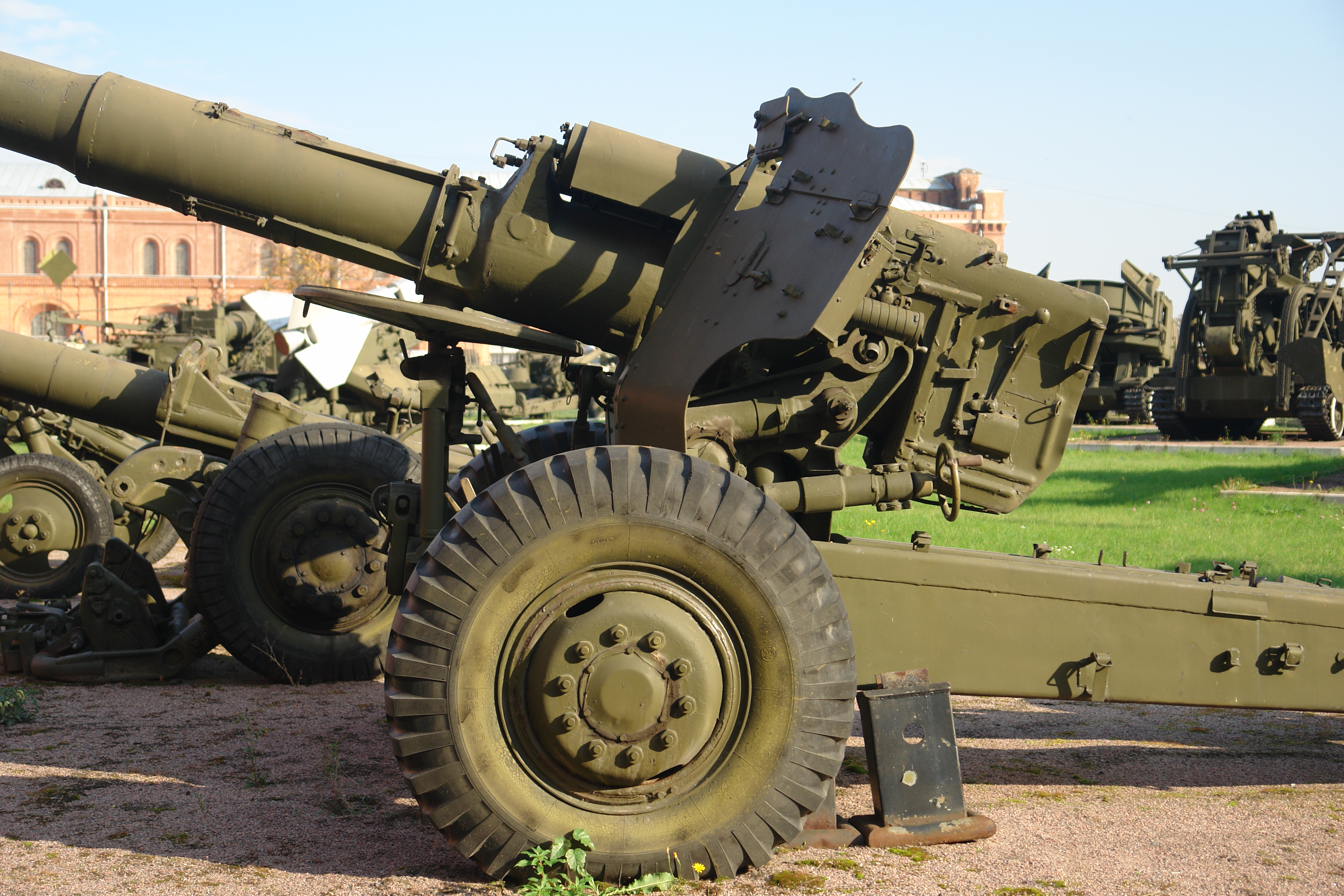
Details der Waffe

- Afghanistan – unbekannte Anzahl aus russischen Beständen
- Albanien – 90 Type 66
- Angola – 4 (aus Bulgarien)
- Armenien – 34 (aus russischen Beständen)
- Aserbaidschan – 43 (aus russischen Beständen)
- Ägypten – 300
- Äthiopien – 20
- Bosnien und Herzegowina – unbekannte Anzahl
- Belarus – 58
- Bulgarien – 206
- Deutsche Demokratische Republik – 100
- Georgien – unbekannte Anzahl
- Volksrepublik China – unbekannte Anzahl (Lizenzproduktion unter der Bezeichnung Type 66)
- Kambodscha – unbekannte Anzahl Type 66
- Demokratische Republik Kongo – 6 aus ukrainischen Beständen
- Kroatien – unbekannte Anzahl
- Finnland – 126 (lokale Bezeichnung 152 H 55)
- Ungarn – unbekannte Anzahl
- Indien – 100
- Iran – 30
- Irak – 50 Type 66
- Kasachstan – 24 (aus russischen Beständen)
- Republik Kongo – unbekannte Anzahl aus russischen Beständen
- Kuba – 100
- Libyen – 100
- Nordkorea – 200
- Moldau – 32
- Nicaragua – 60
- Polen – 162
- Rumänien – 84
- Russland – 1800
- Serbien – unbekannte Anzahl (Lizenzproduktion unter der Bezeichnung M84 Nora-A)
- Sri Lanka – 46 Type 66
- Sudan – 60 (aus russischen Beständen)
- Syrien – 20
- Turkmenistan – 72 (aus russischen Beständen)
- Ukraine – 150
- Ungarn – 302
- Vietnam – 500 (D-20 und Type 66)
- Jemen – 10

Quellen: